# The Best of Van Morrison Volume 3
The Best of Van Morrison Volume 3 es un álbum doble compilatorio del músico norirlandés Van Morrison, publicado por la compañía discográfica EMI en junio de 2007.
El doble álbum recopila 31 temas seleccionados por el propio Morrison, y ofrece una visión general de su carrera musical desde la publicación de The Best of Van Morrison Volume Two en 1993. El álbum incluye colaboraciones previamente inéditas con Tom Jones en «Cry For Home» y con Bobby Bland en «Tupelo Honey», así como duetos con John Lee Hooker, B.B. King y Ray Charles. El dúo con Ray Charles en el tema «Crazy Love» fue incluido en la banda sonora de la película Evelyn. Por otra parte, «Blue and Green» fue donado para el álbum Hurricane Relief: Come Together Now, que recaudó fondos para los afectados por el Huracán Katrina. 
El 18 de junio de 2007, The Best of Van Morrison Volume 3 entró en el puesto veintitrés de la lista británica UK Albums Chart.

## Lista de canciones
Todas las canciones escritas y compuestas por Van Morrison. 
| Disco uno | |          |  |
| N.º       | Título | Duración |  |
| 1.        | «Cry For Home» (con Tom Jones) | 4:10     |  |
| 2.        | «Too Long In Exile» | 5:08     |  |
| 3.        | «Gloria» (John Lee Hooker) | 5:19     |  |
| 4.        | «Help Me» (con Junior Wells) | 6:25     |  |
| 5.        | «Lonely Avenue»/«4 O'Clock In The Morning (Try For Sleep)»/«Sooner Or Later»/When Will I Become A Man?»/«You Give Me Nothing But The Blues»/«Lonely Avenue» (con Jimmy Witherspoon, Candy Dulfer & Jim Hunter) | 7:54     |  |
| 6.        | «Days Like This» | 3:14     |  |
| 7.        | «Ancient Highway» | 8:52     |  |
| 8.        | «Raincheck» | 5:53     |  |
| 9.        | «Moondance» | 4:56     |  |
| 10.       | «Centerpiece» (En directo, con Georgie Fame & Annie Ross) | 3:16     |  |
| 11.       | «That's Life» (En directo) | 4:30     |  |
| 12.       | «Benediction» (con Georgie Fame & Ben Sidran) | 3:01     |  |
| 13.       | «The Healing Game» | 5:17     |  |
| 14.       | «I Don't Want To Go On Without You» (con Jim Hunter) | 3:27     |  |

| Disco dos |                                                  |          |  |
| N.º       | Título                                           | Duración |  |
| 1.        | «Shenandoah»                                     | 3:53     |  |
| 2.        | «Precious Time» (con The Chieftains)             | 3:08     |  |
| 3.        | «Back on Top»                                    | 4:20     |  |
| 4.        | «When The Leaves Come Falling Down» (En directo) | 5:38     |  |
| 5.        | «Lost John»                                      | 2:57     |  |
| 6.        | «Tupelo Honey» (Bobby "Blue" Bland)              | 3:37     |  |
| 7.        | «Meet Me In The Indian Summer»                   | 3:31     |  |
| 8.        | «Georgia On My Mind»                             | 5:37     |  |
| 9.        | «Hey Mr. DJ»                                     | 3:49     |  |
| 10.       | «Steal My Heart Away»                            | 4:11     |  |
| 11.       | «Crazy Love» (con Ray Charles)                   | 3:43     |  |
| 12.       | «Once In A Blue Moon»                            | 3:30     |  |
| 13.       | «Little Village»                                 | 4:30     |  |
| 14.       | «Blue And Green»                                 | 5:41     |  |
| 15.       | «Sitting On Top Of The World» (con Carl Perkins) | 3:20     |  |
| 16.       | «Early In The Morning» (con B.B. King)           | 4:50     |  |
| 17.       | «Stranded»                                       | 5:37     |  |

## Posición en listas
| País           | Lista                | Posición |
| -------------- | -------------------- | -------- |
| Estados Unidos | Billboard 200        | 149      |
| Países Bajos   | Mega Albums Top 100  | 89       |
| Reino Unido    | UK Albums Chart      | 23       |
| Suecia         | Swedish Albums Chart | 47       |